# Bourbévelle
Bourbévelle és un municipi francès situat al departament de l'Alt Saona i a la regió de Borgonya - Franc Comtat. L'any 2007 tenia 78 habitants.

## Demografia

### Població
El 2007 la població de fet de Bourbévelle era de 78 persones. Hi havia 36 famílies, de les quals 12 eren unipersonals (4 homes vivint sols i 8 dones vivint soles), 20 parelles sense fills i 4 parelles amb fills.
La població ha evolucionat segons el següent gràfic:
Habitants censats

### Habitatges
El 2007 hi havia 55 habitatges, 36 eren l'habitatge principal de la família, 12 eren segones residències i 7 estaven desocupats. 53 eren cases i 2 eren apartaments. Dels 36 habitatges principals, 33 estaven ocupats pels seus propietaris i 3 estaven llogats i ocupats pels llogaters; 1 tenia dues cambres, 6 en tenien tres, 14 en tenien quatre i 15 en tenien cinc o més. 32 habitatges disposaven pel capbaix d'una plaça de pàrquing. A 11 habitatges hi havia un automòbil i a 16 n'hi havia dos o més.

### Piràmide de població
La piràmide de població per edats i sexe el 2009 era:
| Homes | Edats   | Dones |
| ----- | ------- | ----- |
| 0     | 95 o +  | 0     |
| 0     | 90 a 94 | 0     |
| 0     | 85 a 89 | 0     |
| 0     | 80 a 84 | 0     |
| 0     | 75 a 79 | 4     |
| 0     | 70 a 74 | 0     |
| 4     | 65 a 69 | 0     |
| 8     | 60 a 64 | 4     |
| 0     | 55 a 59 | 12    |
| 20    | 50 a 54 | 4     |
| 4     | 45 a 49 | 0     |
| 0     | 40 a 44 | 0     |
| 4     | 35 a 39 | 8     |
| 8     | 30 a 34 | 0     |
| 12    | 25 a 29 | 8     |
| 0     | 20 a 24 | 0     |
| 0     | 15 a 19 | 0     |
| 0     | 10 a 14 | 0     |
| 0     | 5 a 9   | 0     |
| 4     | 0 a 4   | 8     |

## Economia
El 2007 la població en edat de treballar era de 44 persones, 26 eren actives i 18 eren inactives. De les 26 persones actives 25 estaven ocupades (15 homes i 10 dones) i 1 aturada (1 dona i 1 dona). De les 18 persones inactives 8 estaven jubilades, 2 estaven estudiant i 8 estaven classificades com a «altres inactius».
Activitats econòmiques
L'any 2000 a Bourbévelle hi havia 4 explotacions agrícoles.

## Poblacions més properes
El següent diagrama mostra les poblacions més properes.